# Crazy Story, Pt. 3
«Crazy Story, Pt. 3» — сингл американського репера King Von з його дебютного мікстейпу Grandson, Vol. 1, виданий 13 вересня 2019 р. на лейблах Only the Family та Empire Distribution. Є продовженням «Crazy Story 2.0». Біт Chopsquad DJ схожий на біт Mac Fly у попередніх частинах.

## Опис сюжету
Пісня характеризується репом із дуже чітким і деталізованим оповідуванням, що як і в перших двох частинах зосереджене на вигаданій реалістично-змальованій історії, заснованій на життєвому досвіді виконавця.

## Відеокліп
Премєра: 30 січня 2020 року. У відео виконавець переказує історію, описуючи факти своєму другові, тому кліп містить вкраплення сцен як від першої, так і від третьої особи.

## Сертифікації
| Регіон                                                      | Сертифікація | Продажі   |
| ----------------------------------------------------------- | ------------ | --------- |
| США (RIAA)                                                  | Платиновий   | 1 000 000 |
| продажі+прослуховування, що базуються лише на сертифікаціях |              |           |